# Ostkaka
L'ostkaka è un dessert svedese, storicamente conosciuto fin dal 1538, ma probabilmente esistente dal Medioevo. È a base di cagliata cotta in forno e gli ingredienti principali sono latte, farina di frumento e caglio. L'ostkaka è stata proposta come piatto nazionale della Svezia, in una mozione parlamentare del 2004, dal partito di centro Margareta Andersson.
Ne esistono due varietà: una è la Hälsingeostkakan, da Hälsingland, e l'altra è la Småländsk ostkaka, dallo Småland. Queste due ostkaka differiscono per gusto, ricetta, consistenza e portata, e non devono essere confuse tra loro.

## Småländsk ostkaka

Småländsk ostkaka con marmellata di fragole, panna montata e gelato.

Oltre agli ingredienti principali, la Småländsk ostkaka contiene solitamente: mandorle dolci, amare, uova, panna e zucchero semolato. Ha una consistenza più granulosa della Hälsingeostkakan.
La Småländsk ostkaka viene spesso consumata calda con marmellata (tradizionalmente di frutti di bosco) e panna montata, ma può anche essere consumata anche con latte o gelato. È relativamente comune durante lo Julebord.
Una versione semplificata della småländsk ostkaka può essere preparata con fiocchi di latte, uova, zucchero, mandorle tritate e panna, che vengono mescolati insieme e poi cotti in forno.

### Storia e tradizione
La ostkaka ha probabilmente origini medievali, ma si può far risalire con certezza al Paese solo nel 1538, quando viene menzionato in un dizionario latino-svedese.
In passato, quando nello Småland si tenevano grandi feste, ogni famiglia in visita contribuiva con un piatto. Allora era normale che una famiglia portasse la ostkaka perché simboleggiava il proprio status e, allo stesso tempo, era sufficiente per molti ospiti. Una festa del genere è raffigurata in Emil di Lönneberga di Astrid Lindgren.
Secondo la tradizione dello Småland, si inizia sempre a mangiarla dal centro.  Un'altra teoria è che le persone cuocessero in una ciotola di rame ricoperta di stagno. Se c'erano delle crepe nella teglia, la ostkaka era contaminata dal rame tossico. Almeno gli ospiti più gentili non hanno bevuto tanto veleno. Altri credono che sia perché la ostkaka è più cremosa al centro e un po' più secca e bruciacchiata ai bordi, i quali venivano conservati per i bambini e la servitù.